# Никифор I Комнін Дука
Никифор I Комнін Дука (грец. Νικηφόρος Α΄ Κομνηνός Δούκας; бл. 1240 — бл. 1297) — 4-й володар Епірського деспотату в 1266/1268—1297 роках.

## Життєпис
Походив з династії Ангелів. Старший син Михайла II, деспота Епіру і Фессалії, та Феодори Петраліфіни. 
1253 року після завершення епіро-нікейської війни відправився заручником виконання умов миру до Нікеї. Того ж року отримав титул деспота. У 1256 року в Фессалоніках одружився з донькою нікейського імператора Феодора II, але вже 1258 року вона померла.
1259 року брав участь у війні проти нікейської імперії. Але після поразки антинікейської коаліції у битві біля Пелагонії втік до південної Італії. Повернувшись з підкріпленням від шваґра — сицилійського короля Манфреда Гогенштауфена — Никифор допоміг своєму батькові відвоювати Епір.
1262 року Никифор завдав поразки візантійській армії. Проте 1264 року армія Епіра була переможена. Відповідно до укладеної мирної угоди Никифор одружився з небогою візантійського імператора Михаїла VIII.
Між 1266 та 1268 роками після смерті батька успадкував Епір. Продовжив боротьбу проти Візантії, 1272 року уклавши союз з Іоанном, деспотом Фессалії (своїм зведеним братом) та Карлом I, королем Сицилії. Разом з тим відкинув ідею церковної унії. 1279 року визнав зверхність Сицилії, але невдовзі війська останньої зазнали поразки від візантійців, що захопили Албанію.
1282 року за посередництва своєї дружини уклав мирний договір з новим візантійським імператором Андроником II. У 1284 році з дружиною заманив до Епіру Михайла, сина Іоанна I, правителя Фессалії, запропонувавши йому укласти шлюб зі своєю донькою, а потім захопив його в полон і відправив до Константинополя. Це призвело 1285 року до війни з Фессалією. Для зміцнення зв'язків з Константинополем Никифор збирався видати свою дочку Тамару заміж за Михаїла IX, співімператора Андроника II.
1290 року  Фома, син Никифора I отримав від імператора титул деспота  . У 1291 році епірська аристократія переконала деспота піти на зближення з Карлом II, королем Неаполя. Це стало приводом для вторгнення візантійських військ до Епіру. Неаполітанське королівство допомогло Никифору I стримати наступ візантійців. Для зміцнення зв'язків з новим союзником епірський деспот видав заміж свою доньку Тамару за сина Карла II. Приблизно в 1296 році почалася війна з Фессалією, яку Никифор I успішно завершив завдяки підтримці неаполітанців. Помер близько 1297 року. Владу отримав син Фома при регентстві матері.

## Родина
1.Дружина — Марія, донька Феодора II, нікейського імператора
Діти:
- Катерина, дружина інфанта Федеріка Кастильського

2. Дружина — Анна, донька Іоанна Кантакузина
Діти:
- Тамара, дружина Філіппа I, князя Таранто
- Михайло (д/н—до 1297)
- Фома (1285—1318), 5-й володар Епірського деспотату
- Марія, дружина Джованні I Орсіні, пфальцграфа Кефалонії і Закінфа